# Tugimaantee 58
De Tugimaantee 58 is een secundaire weg in Estland. De weg loopt van Pärnjõe naar Kergu en is 12,2 kilometer lang. 